# Bons Dias!
Bons Dias! foi uma coluna de crônicas de atualidades (política, cultura, variedades) que o escritor Machado de Assis publicou na Gazeta de Notícias de 5 de abril de 1888 a 29 de agosto de 1889, sob o pseudônimo Boas Noites, totalizando 49 colaborações, uma média de quase três por mês. Somente nos anos 1950 se descobriu que essas crônicas eram de Machado de Assis.  Segundo Gledson, os colunistas do império preferiam escrever sob pseudônimo para poder se expressar com liberdade, sem sofrer represálias..   
O período em que Machado escreve essas crônicas é crítico na história brasileira, marcado pela aprovação da Lei Áurea que extinguiu a escravidão no país, e a subsequente queda do regime monárquico. Além das 49 crônicas da Gazeta de Notícias, uma crônica extra foi publicada no jornal Imprensa Fluminense, que circulou no Rio de Janeiro uma só vez, datado de 20-21 de maio de 1888, em edição comemorativa da libertação dos escravos. Nessa data os demais jornais deixaram de circular.
No primeiro parágrafo da primeira crônica da série, de 5 de abril de 1988, o colunista chama a atenção para sua boa educação: "Hão de reconhecer que sou bem criado. Podia entrar aqui, chapéu à banda, e ir logo dizendo o que me parecesse, depois ia-me embora, para voltar na outra semana. Mas não, senhor; chego à porta, e o meu primeiro cuidado é dar-lhe os bons dias."
Além dos temas críticos ligados à abolição da escravatura e à política em geral, Machado discorre sobre os assuntos mais diversos. Em duas crônicas critica o espiritismo: na de 19 de julho de 1888 sobre um médium estrangeiro chamado Dr. Slade com fama de prodigioso mas que não passa de um charlatão, e na de 7 de junho de 1889, em que trata o espiritismo com sarcasmo e associa os espíritas aos loucos. Em crônica de 30 de março de 1889, propõe que a moeda brasileira passe a se chamar "cruzeiro", denominação realmente adotada em 1942 (ver "Trechos de crônicas" abaixo). 

## Publicação em livros
As crônicas da Gazeta de Notícias foram coletadas e reunidas por Raimundo Magalhães Júnior no livro Diálogos e Reflexões de um Relojoeiro publicado em 1956 pela editora Civilização Brasileira. A crônica especial da Imprensa Fluminense foi publicada pela primeira vez em livro nos Dispersos de Machado de Assis de Jean-Michel Massa e incluída na segunda edição dos Diálogos e Reflexões de um Relojoeiro pela Ediouro. O livro de R. Magalhães Júnior reúne os diálogos da série "A + B" e as "reflexões de um relojoeiro" da série "Bons Dias!". 
No Prefácio, o organizador pergunta: "E por que 'Reflexões de um relojoeiro?'." E responde: "Porque Machado de Assis, procurando um novo disfarce para a sua personalidade, mostrava-se então aos leitores da Gazeta de Notícias como sendo um antigo relojoeiro, que se aposentava nessa profissão, para daí por diante dedicar-se às letras". Assim se apresenta o cronista na primeira crônica da série (5/4/1888): "eu sou um pobre relojoeiro que, cansado de ver que os relógios deste mundo não marcam a mesma hora, descri do ofício." Na décima crônica, de 1o de junho de 1888, o nome do relojoeiro é revelado: Policarpo.
Escreve ainda R. Magalhães Júnior no Prefácio: "Este livro, o sexto da coleção de obras de Machado de Assis que organizamos e prefaciamos para esta editora, contém trabalhos de duas fases de sua colaboração para a Gazeta de Notícias. Teve esse grande jornal dos tempos do Império uma influência considerável na carreira jornalística e literária de Machado. [...] É às vésperas da Abolição, isto é, no início do ano de 1888, que Machado começa a publicar os "Bons Dias", crônicas leves, alegres, bem humoradas."
Mais recentemente essas crônicas foram republicadas no livro Bons Dias!, com organização, introdução e notas de John Gledson..

## Machado de Assis e a Abolição
Machado de Assis estreia sua nova coluna quanto a questão da abolição da escravidão se aproxima do desenlace, que foi a Lei Áurea. Embora "sem os arroubos românticos dos abolicionistas ortodoxos", Machado de Assis, em seu cargo no Ministério da Agricultura, Comércio e Obras Públicas, atuou discretamente em prol dos escravizados, como demonstra o artigo "Manifestação honrosa" de O Paiz de 18 de maio de 1888 (pág. 3), que dizː "No silêncio do gabinete, José Julio, Amarilio de Vasconcellos, Machado de Assis, Pinto Serqueira, Paula Barros e ainda outros, dedicavam-se durante anos a velar com solicitude na defesa dos direitos do escravo, a tirar das leis de liberdade todos os seus naturais corolários, a organizar e a tornar efetiva a emancipação gradual pela ação do Estado [...]".  Outra prova do empenho de Machado pela causa abolicionista foi o fato de ter sido um dos agraciados com a medalha comemorativa da Lei Áurea concedida pelo Instituto Histórico e Geográfico Brasileiro em 1889. Ainda outra prova do espírito abolicionista de Machado é seu texto de 24/5/1883 para o jornal A Terra da Redenção, comemorativo da libertação dos escravos no Cearáː 
"A escravidão é a mancha negra. O Ceará inventou a mancha cristalina. Pingou a liberdade em um ponto do território; o pingo vai-se alargando e invadindo o resto. A mancha da escravidão é passageira, a da liberdade será eterna."
As crônicas machadianas em torno da data da Lei Áurea, longe da euforia que tomou conta de tantos, conservam o espírito irônico, galhofeiro, sarcástico que caracterizava o autor, em especial em sua fase de maturidade. Machado pode em seus textos dar a impressão de distanciamento, de que não se "emocionou" com a libertação dos cativos, mas os fatos imediatamente subsequentes desmentem essa impressãoː sua participação no préstito comemorativo da assinatura da Lei Áurea e sua presença (comprovada por uma fotografia) na missa de ação de graças pela Lei Áurea no Campo de São Cristóvão lotado, em 17 de maio de 1888.
A primeira crônica integralmente dedicada à libertação dos escravos é a quarta da série, de 27 de abril de 1888, que gira em torno da questão de como "dar emprego aos libertos que não quiserem ficar na agricultura". Claro que a "solução" proposta por Machado – "aumentar o número de criados de servir" – é puro gracejo, sem nenhuma seriedade. Ou seja, na iminência da libertação dos escravos, Machado brinca com o assunto.
Na crônica subsequente, de 4 de maio (a nove dias do 13 de maio), Machado pede desculpas por não tirar o chapéu pois se encontra constipado, e passa a abordar questões de política, entre elas o "discurso da princesa" anunciando a "lei de abolição", mas sem se deter no tema. Temos aqui uma dessas passagens de nonsense tão típicas do bruxo do Cosme Velhoː

– Saberá V. Exa. que eu não entendo patavina dos partidos do Ceará... 

– Com efeito... 

– Eles são dois, mas quatro; ou, mais acertadamente, são quatro, mas dois. 

– Dois em quatro. 

– Quatro em dois. 

– Dois, quatro. 

– Quatro, dois. 

– Quatro. 

– Dois. 

– Dois. 

– Quatro. 

– Justamente. 

– Não é? 

– Claríssimo. 

Na sexta crônica da série, de 11 de maio de 1888, o tema da abolição iminente é abordado de forma tão irônica que, segundo John Gledson, “o leitor tem de ler e reler para descobrir em que plano Machado está conduzindo seu arrazoado”. Nesse dia o projeto da Abolição já tinha sido aprovado na Câmara dos Deputados e seguia para o Senado do Império. A certa altura o autor afirma que “Lá que eu gosto da liberdade, é certo; mas o princípio da propriedade não é menos legítimo. Qual deles escolheria?”, o que, fora de contexto, pode lançar uma dúvida sobre a posição de Machado, mas já vimos quão clara ela é. A crônica termina com a triste constatação (em alemão) de que "Es dürfte leicht zu erweisen sein, dass Brasilien weniger eine konstitutionelle Monarchie als eine absolute Oligarchie ist", ou seja, "Seria fácil provar que o Brasil é mais uma oligarquia absoluta do que uma monarquia constitucional".
Na sétima crônica da série, de 19 de maio, o autor "ex-relojoeiro" conta como, na segunda-feira, 7 de maio, prevendo que a lei extinguindo a escravidão seria aprovada, tratou de alforriar um molecote de uns dezoito anos, seu escravo, chamado Pancrácio. O alforriado decide prosseguir trabalhando para o "relojoeiro", por um módico ordenado, e continua se sujeitando aos petelecos, pontapés, puxões de orelhas, xingamentos de seu ex-dono. Segundo R. Magalhães Júnior, na crônica aflora o tema da "falta de organização do trabalho dos ex-escravos, que ficavam, em verdade, com o título de livres, mas sem nada."
A crônica de 20-21 de maio, excepcionalmente publicada na Imprensa Fluminense, em forma de um texto do Evangelho, dividido em versículos, satiriza, "com maestria e humor ímpares", todo o processo político que culminou com a aprovação da lei da abolição. O versículo 27 alude a Bacabal, cidade do Maranhão "onde alguns homens declararam que a lei não valia nada", ou seja, num fenômeno tipicamente brasileiro, lá a "lei não pegou"ǃ O versículo 28 aborda a situação paradoxal de ex-escravos "que depois de livres, compraram também escravos" e que são agora ao mesmo tempo ex-escravos e ex-senhoresǃ
A crônica de 1o de junho de 1888 aborda, entre outros temas, a mágoa daqueles que se sentiram excluídos das festas abolicionistas, festas essas de que Machado participou ativamente, como observa R. Magalhães Júniorː "Parece-nos interessante frisar a circunstância de que Machado de Assis, ironizando os que queriam aparecer nas festas da Abolição sem nada terem feito em favor dela, indiretamente salienta que com justo título é que tomara parte no préstito comemorativo da assinatura da lei de 13 de Maio [...].
Machado voltará ao tema da abolição da escravidão na crônica de 26 de junho, onde alude à aplicação do estratagema do romance Almas Mortas de Gogol à situação brasileira. "Tchitchikov – que compra camponeses fictícios (isto é, mortos, ou, para sermos mais precisos, seus formulários de registro) aos patrões, para embolsar o dinheiro que os proprietários teriam recebido como devolução de impostos – pode parecer simplesmente um tipo grotesco, mas Machado consegue imaginar uma situação paralela no Brasil.". 

## Trechos de crônicas
O governo até parece que quanto mais lhe falta mais lhe dão, e, às vezes, em condições inesperadas, como o caso do nosso recente empréstimo. Quem é que me fia mais, desde outubro do ano passado, um jantarinho assim melhor? Seguramente ninguém, mas ao governo fiam tudo; deve muito e emprestam-lhe mais. Por isso, não admira que tanta gente queira ser governo. 
(“Bons Dias!”, Gazeta de Notícias, 19/4/1888)
O que me agrada particularmente nos mestres da astronomia são os algarismos. Como essa gente joga os milhões e bilhões! Para eles umas mil léguas representam pouco mais que de Botafogo ao Catete… […] E o tempo? Quem não tiver cabeça rija cai por força no chão; dá vertigens todo esse turbilhão de números inumeráveis. Ainda não vi astrônomo que, metendo a mão no bolso, não trouxesse pegados aos dedos uns dez mil anos pelo menos. Como lhes devem parecer ridículas as nossas semanas! 
(“Bons Dias!”, Gazeta de Notícias, 26/8/1888)
É meu costume, quando não tenho que fazer em casa, ir por esse mundo de Cristo, se assim se pode chamar à cidade de São Sebastião, matar o tempo. Não conheço melhor ofício, mormente se a gente se mete por bairros excêntricos; um homem, uma tabuleta, qualquer coisa basta a entreter o espírito, e a gente volta para casa “lesta e aguda”, como se dizia em não sei que comédia antiga.

Naturalmente, cansadas as pernas, meto-me no primeiro bonde, que pode trazer-me à casa ou à Rua Ouvidor, que é onde todos moramos. Se o bonde é dos que têm de ir por vias estreitas e atravancadas, torna-se um verdadeiro obséquio do céu. De quando em quando, para diante de uma carroça que despeja ou recolhe fardos . O cocheiro trava o carro, ata as rédeas, desce e acende um cigarro; o condutor desce também e vai dar uma vista de olhos ao obstáculo. Eu, e todos os veneráveis camelos da Arábia, vulgo passageiros, se estamos dizendo alguma coisa, calamo-nos para ruminar e esperar. 
(“Bons Dias!”, Gazeta de Notícias, 21/1/1889)
Tem a Inglaterra a sua libra, a França o seu franco, os Estados Unidos o seu dólar, por que não teríamos nós nossa moeda batizada? Em vez de designá-la por um número, e por um número ideal – vinte mil-réis – por que lhe não poremos um nome – cruzeiro – por exemplo? Cruzeiro não é pior que outros, e tem a vantagem de ser nome e de ser nosso. Imagino até o desenho da moeda; e de um lado a efígie imperial, do outro a constelação... Um cruzeiro, cinco cruzeiros, vinte cruzeiros. [A unidade monetária brasileira viria a receber o nome sugerido por Machado de Assis em 5 de outubro de 1942, sendo que a de 100 ostentaria a efígie imperial, de D. Pedro II.] 
(“Bons Dias!”, Gazeta de Notícias, 30/3/1889)